# 俺たちのまんが道
俺たちのまんが道（おれたちのまんがみち）
1. BBstationで配信していた番組については本項で解説。
2. 俺たちのまんが道の初代番組。2004年2月3日[1]から2005年5月26日[2]まで@LIVINGで配信していた。杉田セリフと影編がパーソナリティを務めた。@LIVINGの新宿スタジオで公開生配信。制作・運営はビックカメラとNTTコミュニケーションズ。

『俺たちのまんが道』（おれたちのまんがみち）は、株式会社キャビネット制作のトークバラエティ。2009年からBBstation、2012年からBBstationチャンネルで配信していたインターネットラジオ番組。2013年12月25日終了。
パーソナリティは西口プロレスのジャイアント小馬場とザ・オバサン。
『西口プロレスのニュースの林』の後身番組にあたる。正式な番組名は『俺たちのまんが道3』。

## 概要
- 初代『俺たちのまんが道』が2004年2月3日に@LIVINGで開始され、@LIVINGの終了とともに2005年5月26日に番組が終了となるが、同時期[脚注 1]に、すときゃ!にて『西口プロレスのニュースの林』がスタート。2007年11月にBBstation移転後もしばらくはそのまま番組が継続していたが、2009年7月1日に番組名を『俺たちのまんが道』に改めた。[4][脚注 2]
- 前身番組『西口プロレスのニュースの林』との大きな差異はなく、番組名の通り漫画のことを語る番組。前番組に出演していたうつのみや八郎は西口プロレスから去ったため、それと同時に番組を降板した。
- 番組スタッフがゲストの名前をわざと打ち間違えた状態で画面上に出す、それに対してパーソナリティとゲストが一緒になって、ツッコミを入れる事が慣例となっていた。
- BBstationのサイト上で『西口プロレス「俺たちのマンガ道」』と表記されていたことがあるが、これは誤りである[脚注 3]。また、西口プロレスの所属者がパーソナリティを務めているだけであって、西口プロレスは全く関わっていない[脚注 4]。

## 番組の歴史
2009年（平成21年）
7月1日 - 番組名を『俺たちのまんが道』に改める。
2011年（平成23年）
4月13日 - ニコニコ動画でテスト配信を行なった。
2012年（平成24年）
9月5日 - BBstationでの配信からBBstationチャンネルでの配信に変更となる。
2013年（平成25年）
12月25日 - 番組最終回。

## 配信時間
BBstationチャンネル
毎週水曜日 22時 - 22時50分
2012年9月5日 - 2013年12月25日
BBstation
毎週水曜日 22時 - 22時50分
2009年7月1日 - 2012年8月29日

## 出演者

### パーソナリティ
ジャイアント小馬場
お笑い芸人の男性。中肉中背、常に帽子を被っている。
初代番組および前身番組『西口プロレスのニュースの林』では「杉田セリフ」名でパーソナリティを務めた。
芸人としての名は「ジャイアント小馬場」であるが、用途に応じて様々な名を名乗っている。（「イタコTHE青森」・「杉田セリフ」・「スギタヒロシ」・ 「ちゃんとしろ猪木」など）
アニメ・漫画・ゲームに関しては自身の幼少から学生時代（1970年代 - 1990年代）に見たものに関しては詳しく、2000年以降のものについては見ていないようで知らない。ただし、『魔法先生ネギま!』・『銀魂』・『とある科学の超電磁砲』は多少知っている。
ザ・オバサン
お笑い芸人の男性。大柄で眼鏡をかけている。
外苑警備隊として活動しながら西口プロレスのザ・オバサンやWAHAHA商店のオカマトリオ「ラジークイーン」のビバリーとして各地で活動している。
アニメ・漫画・ゲームに関して直近のものをチェックしているようで詳しい。

### スタッフ
女性スタッフ
20代前半。ジャイアント小馬場が話のネタとしてからかっている。前番組『西口プロレスのニュースの林』からいる。

## 番組コーナー
メールテーマ（大喜利）
毎回、番組側がお題を決め、そのお題に沿ってパーソナリティとゲストが絵を描いて答える。また、リスナーからの投稿も受け付けている。
お題は事前にジャイアント小馬場のオフィシャルホームページ内のブログやTwitterで公開されている。
メールに対してジャイアント小馬場がパフォーマンスをすることもある。
ベスト5のコーナー（ランキングコーナー）
毎回、世界各国から集めたアニメ・漫画関係の架空のランキングを紹介する。集計したとする票を○○万票と誇張したり、○○4票や○○ウンピョウ・○○ユンピョウと意味不明な言葉が入る。落ち（第1位）に特定の出版社とスタジオジブリ作品のキャラクターの名前を出してくるが、番組とは一切関係ない。

## ゲスト
2011年2月までは、原則的に「西口プロレス」所属者・それに関わる者が呼ばれることが多かった。2011年3月以降はパーソナリティ達と何らかの関わりを持つ者がゲストとして呼ばれるようになった。
| 配信日                   | 出演者名             | スタッフがわざと打ち間違えた名前 | 備考 |
| ------------------------ | -------------------- | -------------------------------- | --- |
| 2010年4月14日            | ことね               |                                  | 女性。自称・猫のキャットファイター。                                                                               |
| 2010年8月18日            | 上田紗奈衣           |                                  | 作曲家。 |
| 2011年2月18日            | ロッキーひだお       |                                  | いずれも芸人。 |
| 2011年2月18日            | 坪井貴成（ハイエナ） |                                  | いずれも芸人。 |
| 2011年5月18日            | 福山京花             | 拭く山強化                       | 女優。 |
| 2011年5月18日            | 岡田由希子           | 岳だー！行き子                   | シンガーソングライター。                                                                                           |
| 2011年6月8日             | ジョニー大蔵大臣     |                                  | 飛び入りゲスト。「きんちゃんぎんちゃん」のパーソナリティ。待機していたところ、突然呼び出されて自前の曲を披露した。 |
| 2011年8月31日            | 美月あかり           | 美月たかり                       | グラビアアイドル。出演前日にファンからスギタヒロシのセクハラ発言に気をつけろと注意を受け警戒していた。             |
| 2013年12月25日（最終回） | スギちゃん           |                                  | いずれも芸人。 |
| 2013年12月25日（最終回） | 石川ことみ           |                                  | いずれも芸人。 |
| 2013年12月25日（最終回） | 千葉泉               |                                  | 声優。 |
| 2013年12月25日（最終回） | 影編                 |                                  | 音響監督。初代『俺たちのまんが道』で一緒にパーソナリティーをつとめていた。                                         |

## エピソード
- 2011年3月16日の配信中に地震が発生、スタジオが軽くパニックを起こした（22:39　震度3を観測）。
- 2011年4月20日の配信で出演するはずのゲスト（チェリーボーイ）が時間になっても来ない事を不審に思ったジャイアント小馬場（スギタヒロシ）が電話連絡をして聞いたところ、ニコニコ動画の別番組に生出演していた。翌週の配信で番組側とチェリーボーイとの間で出演日の伝達ミスがあったことがわかった。

## 配信休止
- 2009年7月29日の配信はBBstationの諸事情により休止。
- 2009年8月19日の配信は諸事情により番組は休止。
- 2009年9月30日の配信は諸事情により番組は休止。
- 2010年2月3日の配信はBBstationの諸事情により休止。
- 2010年3月17日の配信は諸事情により休止。
- 2010年4月28日の配信は諸事情により休止。
- 2010年8月4日の配信は諸事情により休止。
- 2011年3月23日の配信は諸事情により休止。
- 2011年9月21日の配信は台風15号による影響で休止。

## 前番組
『西口プロレスのニュースの林』（にしぐちプロレスのニュースのはやし）は、株式会社キャビネット制作のトークバラエティ。すときゃ!で2005年5月から、BBstationで2007年11月から配信していたインターネットラジオ番組である。
パーソナリティは、西口プロレスの杉田セリフとザ・オバサン。

## 配信時間
BBstation
毎週水曜日23時 - 翌木曜日0時（水曜深夜）
2007年11月7日 - 2009年6月17日
すときゃ!
毎週水曜日23時 - 23時55分
2005年5月 - 2007年10月31日

## 出演者

### パーソナリティ
杉田セリフ
ザ・オバサン

### その他出演者
うつのみや八郎
芸人。公式サイトには表記されていないが、この番組のレギュラー出演者である。

## 番組コーナー
大喜利 〜今日のお題〜
毎回、番組から出されたお題に対してリスナーが小咄や謎かけなどを投稿する。
西プロニュース
西口プロレスで行われるプロレス興行などの詳細を宣伝するコーナー。

## ゲスト
ゲストは原則的に「西口プロレス」所属者・それに関わる者が呼ばれることが多い。
| 配信日        | 出演者名     | スタッフがわざと打ち間違えた名前 | 備考                                                     |
| ------------- | ------------ | -------------------------------- | -------------------------------------------------------- |
| 2008年7月16日 | BBゴロー     |                                  | 芸人。友情出演（映像出演のみ）                           |
| 2008年7月23日 | 焙煎TAGAI    | 売店高い                         | 芸人。西口プロレス所属者。                               |
| 2008年7月23日 | 新倉イワオ   | 風涼すすむ                       |                                                          |
| 2008年8月6日  | 鎖輪         |                                  |                                                          |
| 2008年8月13日 | 猫ひろし     |                                  | 芸人。『きんちゃんぎんちゃん』のパーソナリティ。         |
| 2008年8月13日 | よしえつねお |                                  | 芸人。『きんちゃんぎんちゃん』にレギュラー出演していた。 |
| 2008年8月23日 | 横山アッチ   | 横山ソッチ                       | 芸人。                                                   |

## エピソード
- 2008年7月16日の配信から連続で青木ヶ原樹海にて『樹海で単独ライブ！』を決行した。
- 長州小力と焙煎TAGAIが青木ヶ原樹海へ向かう杉田らの後を追いかけていた。てっきり道端にいると思って探したものの、いくら探しても杉田達を見つける事が出来ず、断念して帰ったという。[脚注 6]
- うつのみや八郎が『樹海で単独ライブ！』をしている最中、杉田がうつのみやの身体にくくりつけている命綱をライターの火で故意に断った。命綱が切れていたことを知ったうつのみやは激怒してこの後、本気の喧嘩に発展した。[脚注 7]

## 配信休止
- 2009年2月11日の配信はBBstationの諸事情により休止。
- 2009年2月18日の配信はパーソナリティの諸事情により休止。
- 2009年3月25日の配信はBBstationのサーバーメンテナンスのため休止。
- 2009年4月29日の配信はBBstationの諸事情により休止。
- 2009年6月24日の配信はBBstationの諸事情により休止。